# Roger Pyttel
Roger Pyttel (República Democrática Alemana, 8 de mayo de 1957) es un nadador alemán retirado especializado en pruebas de estilo mariposa, donde consiguió ser subcampeón olímpico en 1980 en los 100 metros.

## Carrera deportiva
En los Juegos Olímpicos de Moscú 1980 ganó la medalla de plata en los 100 metros estilo mariposa, con un tiempo de 54.94 segundos, tras el sueco Pär Arvidsson y por delante del español David López-Zubero  (bronce con 55.13 segundos).
Además en el Campeonato Mundial de Natación de 1973 celebrado en Belgrado ganó tres medallas: plata en 4x100 metros estilos, bronce en 200 metros libre y en 4x200 metros libre; en el Campeonato Mundial de Natación de 1975 celebrado en Cali, Colombia, ganó dos medallas de plata, en 100 y 200 metros mariposa, y en el Campeonato Mundial de Natación de 1978 celebrado en Berlín ganó el bronce en 200 mariposa.